# Kruger House Museum
Pour les articles homonymes, voir Kruger.
Kruger House Museum est un musée consacré à l'ancien président de la république sud-africaine, Paul Kruger, situé dans sa maison de Pretoria au 60 Church Street West (Pretoria Central). 

## Localisation
La maison est située sur l'historique church street, en face d'une église réformée néerlandaise connue comme l'église de Paul Kruger, datant de 1897, et à laquelle le président sud-africain se rendait pour ses offices religieux. Cette église est inscrite au registre du patrimoine national depuis 1979.

## Historique

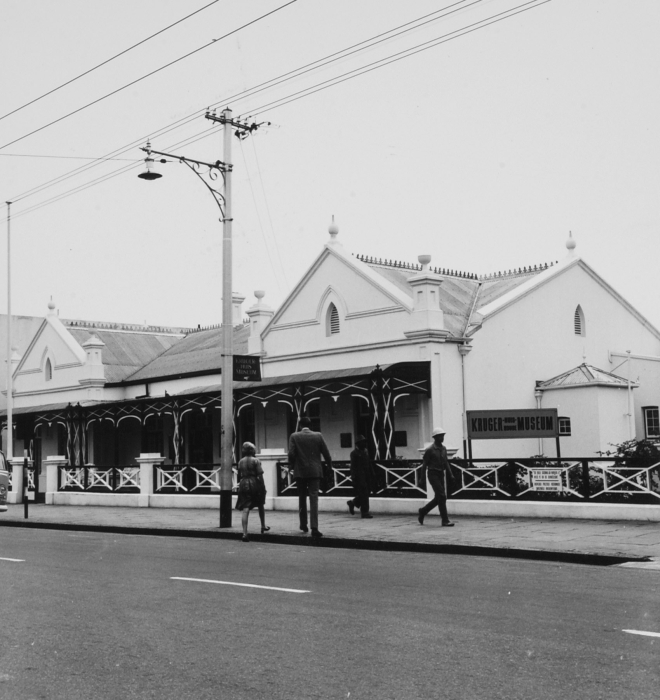
La maison et musée de Paul Kruger en 1970

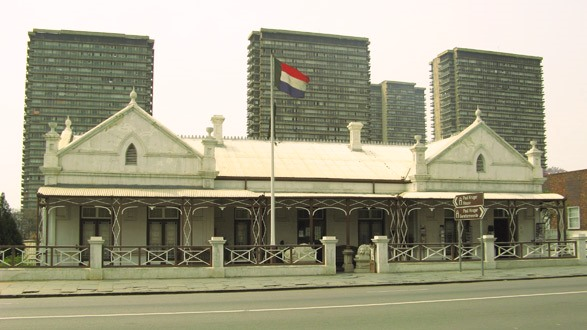
La maison de Kruger (2008)

Jusqu'aux années 1880, Kruger réside principalement dans sa ferme de Boekenhoutfontein, dans le district de Rustenburg. Il s'installe définitivement à Pretoria en 1881 où il achète pour £ 500 un terrain non loin du centre ville sur laquelle, en 1883, il confie aux architectes Tom Claridge et Charles Clark le soin de lui construire une maison de plain-pied. Celle-ci lui est livrée le 14 août 1884. La maison de Kruger est alors équipée du confort moderne de l'époque. L'éclairage électrique et le téléphone y sont même installés avant le début de la seconde guerre des Boers en 1899. 
Paul Kruger occupe la maison jusqu'au 29 mai 1900, date à laquelle son gouvernement est contraint de fuir Pretoria devant l'avancée des forces britanniques. Son épouse, trop malade pour voyager, continue d'y résider jusqu'à sa mort le 20 juillet 1901.
La maison est ensuite occupée par la police militaire britannique jusqu'en 1904, année où elle est acquise par F.C. Eloff, le beau-fils des Kruger. En 1908, la maison devient le siège d'une maternité gérée par la Bond van Afrikaanse Moeders (association des mères afrikaners). 
En 1925, lors de la succession d'Eloff, l'état sud-africain rachète la maison de Kruger et en restaure l'intérieur pour la remettre dans son état original avec l'ameublement de l'époque. L'année suivante, la maison est confiée à la gestion du Transvaal Museum responsable des reliques du président Kruger. La maison, devenu un musée consacré à Paul Kruger et à son épouse, est inscrite au registre des monuments nationaux depuis 1936.

## Le musée

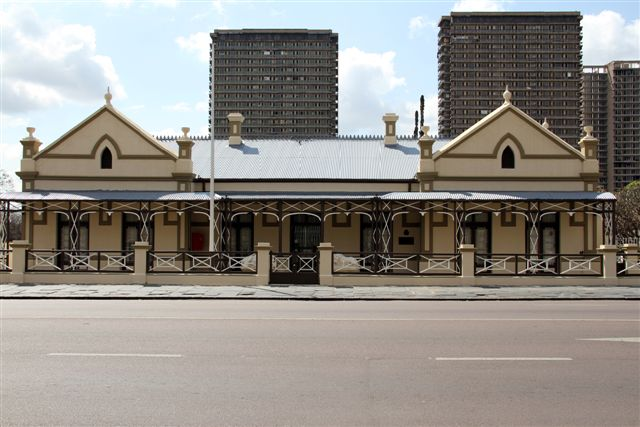
Kruger House Museum en septembre 2012 à la fin de sa restauration

Le musée comprend la maison d'origine, deux salles d'expositions et le wagon officiel du président du Transvaal.
La façade de la maison de Paul Kruger a été restaurée en son état d'origine. Seuls les grands arbres qui se trouvaient autrefois près de la véranda de la rue ont été supprimés. Les deux sculptures de lions en pierre, situées de chaque côté de l'entrée de la maison, ont été présentées au président Kruger comme une marque d'appréciation par le magnat minier Barney Barnato. 
L'intérieur de la maison n'est pas la réplique authentique de celui qu'a connu Paul Kruger. Cependant, un maximum de meubles originaux lui ayant appartenu ont été retrouvés et disposés au mieux à leur emplacement d'origine. D'autres meubles contemporains ont complété le mobilier. Les tapis, les rideaux et le papier peint sont notamment semblables à ceux d'origine. Le musée expose également d'autres biens personnels de Paul Kruger et de sa femme. 
Dans la salle de réception de Mme Kruger se trouvent d'authentiques boites à ouvrage lui ayant appartenu. Dans cette salle, l'épouse de Paul Kruger recevait ses invités et effectuait ses travaux de couture. Elle jouxte la salle de réception du Président Kruger où celui-ci recevait ses invités. Les autres pièces ouvertes au public sont le bureau de Paul Kruger, la bibliothèque, les deux chambres d'amis, la chambre à coucher principale (comprenant une armoire en acajou et un coffre fort d'origines), l'office et la cuisine. 
Dans la salle ouest (ZAR Hall) sont exposées des affaires personnelles du président Kruger, des nombreux cadeaux et marques de sympathie qui lui avaient été adressées lors de la seconde guerre des Boers, y compris au niveau international (diverses céramiques, porcelaines, figurines aux traits de Kruger ainsi que des lettres de soutiens aux Boers de la part des municipalités européennes).
Dans la salle Est (Exile Hall), sont exposés de nombreux souvenirs (divers objets, journaux, affiches, documents officiels)   consacrés au voyage de Paul Kruger en Europe (France, Pays-Bas et Suisse). Dans ces diverses salles sont exposées plusieurs bustes et portraits représentant le président sud-africain. Un carrosse présidentiel aux armes du Transvaal est également exposé, ainsi qu'un chariot boer.
Le Wagon officiel présidentiel est exposé à l'arrière de la maison. Il fut utilisé lors de ses visites officielles et de ses campagnes électorales et pour ses déplacements à Bloemfontein, au Natal et à Machadodorp lors de son voyage jusqu'à Lourenço Marquès.

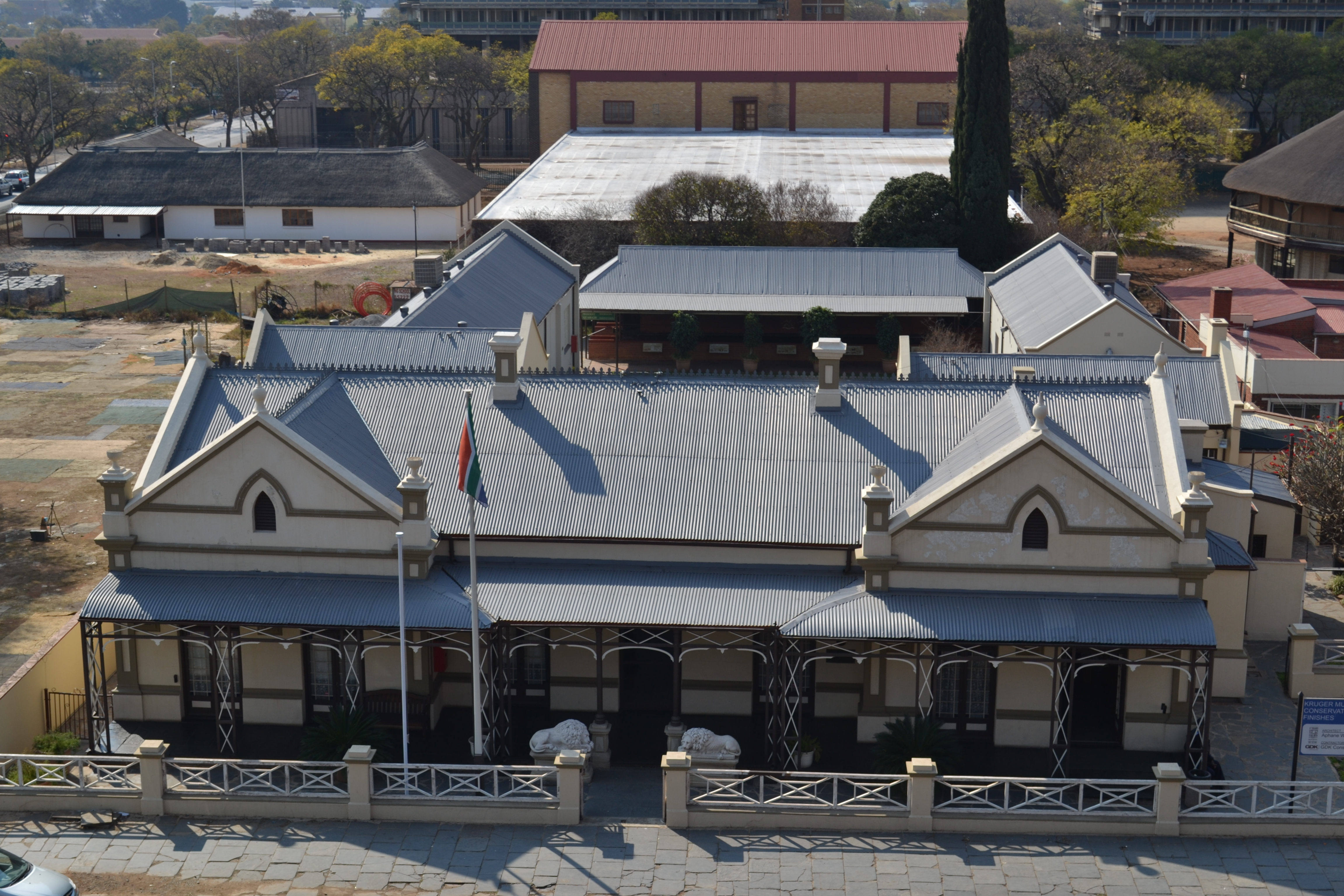
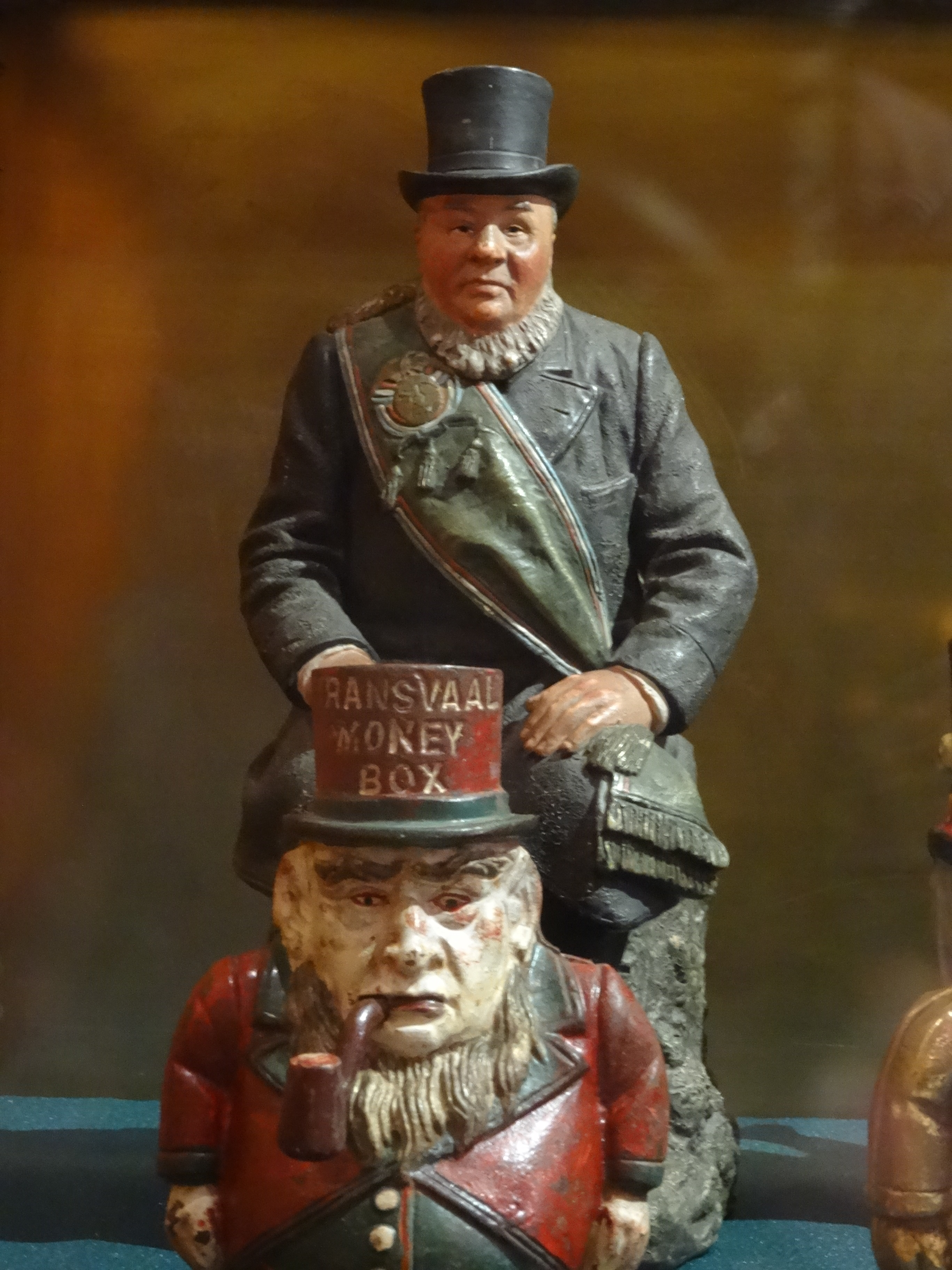
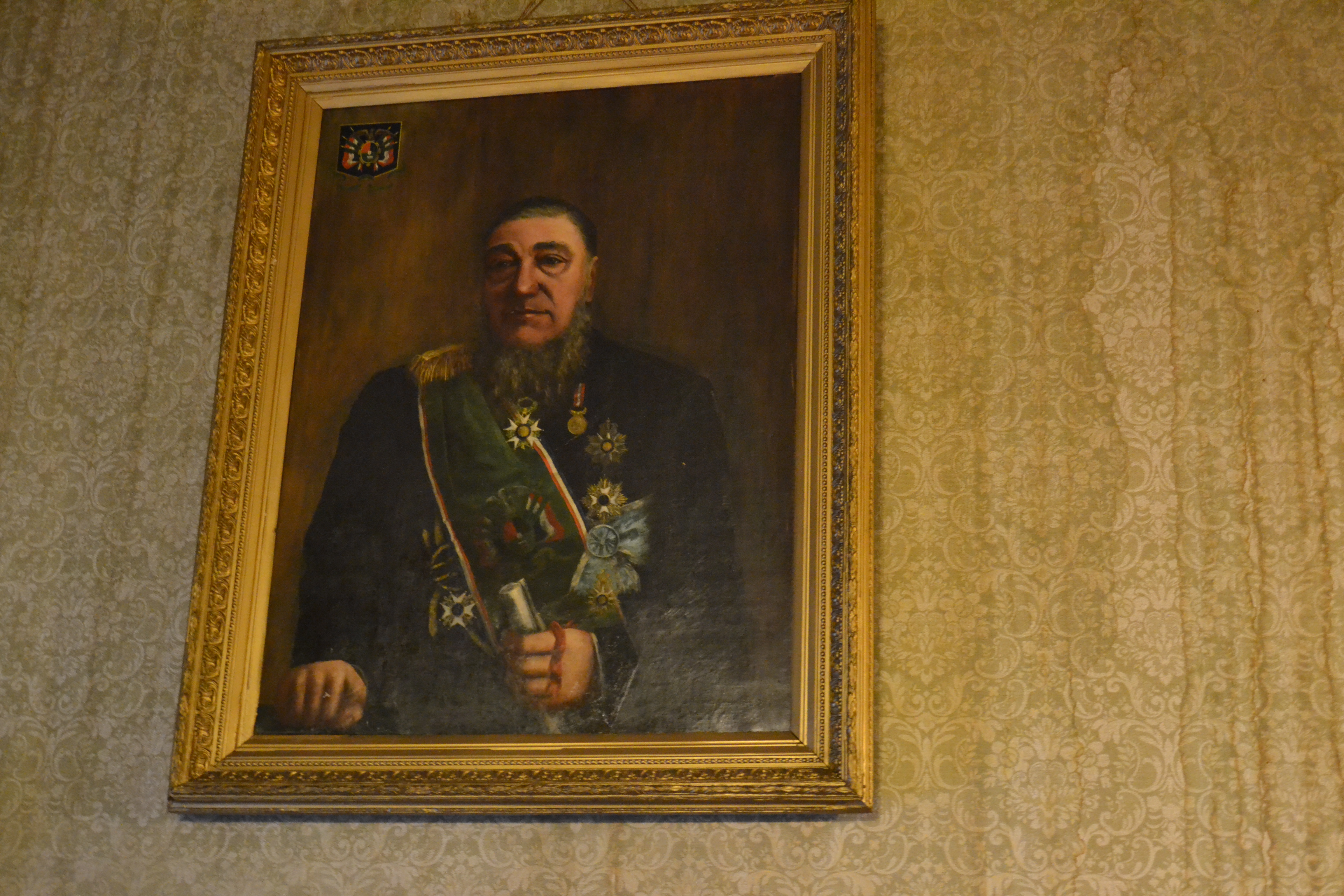
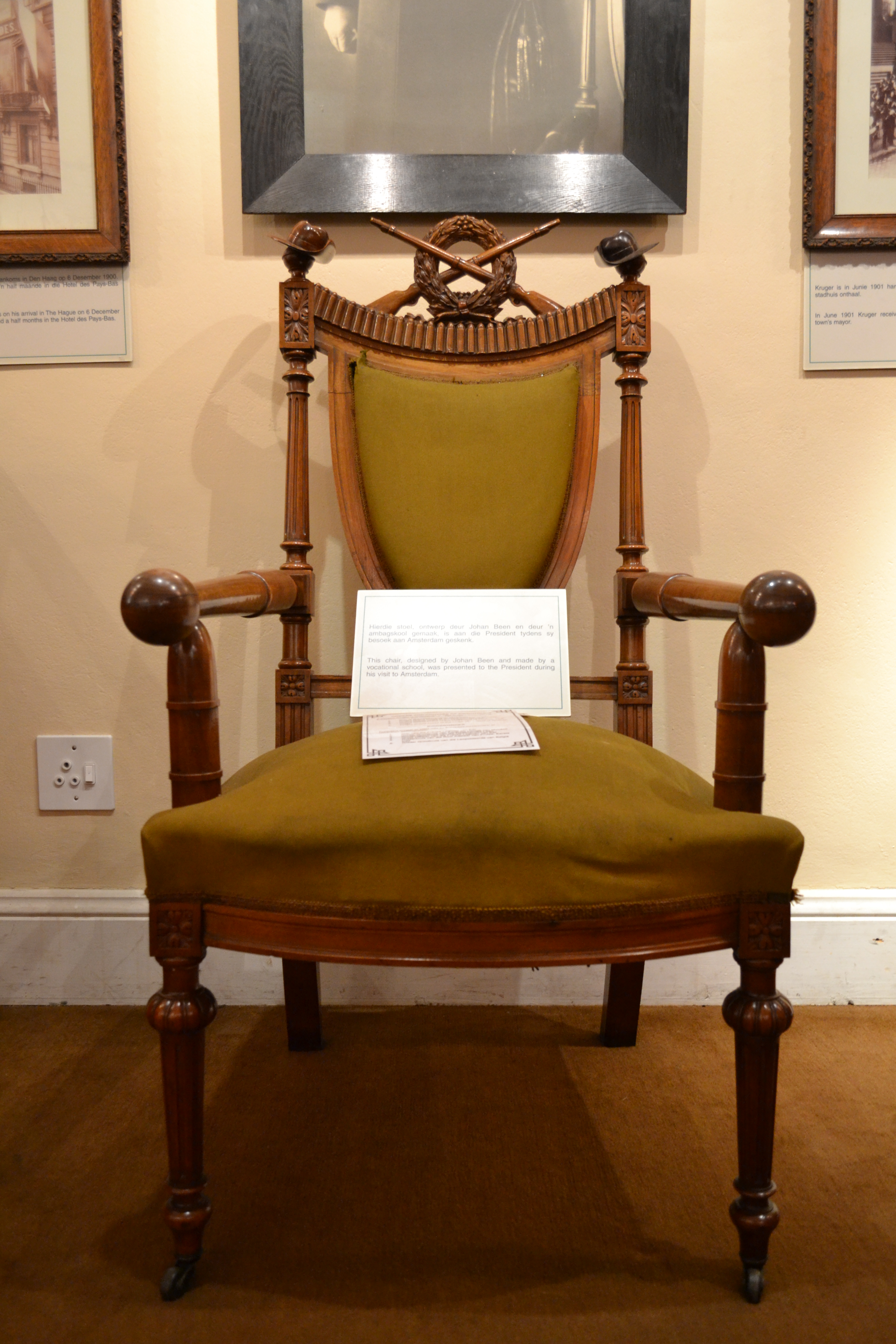
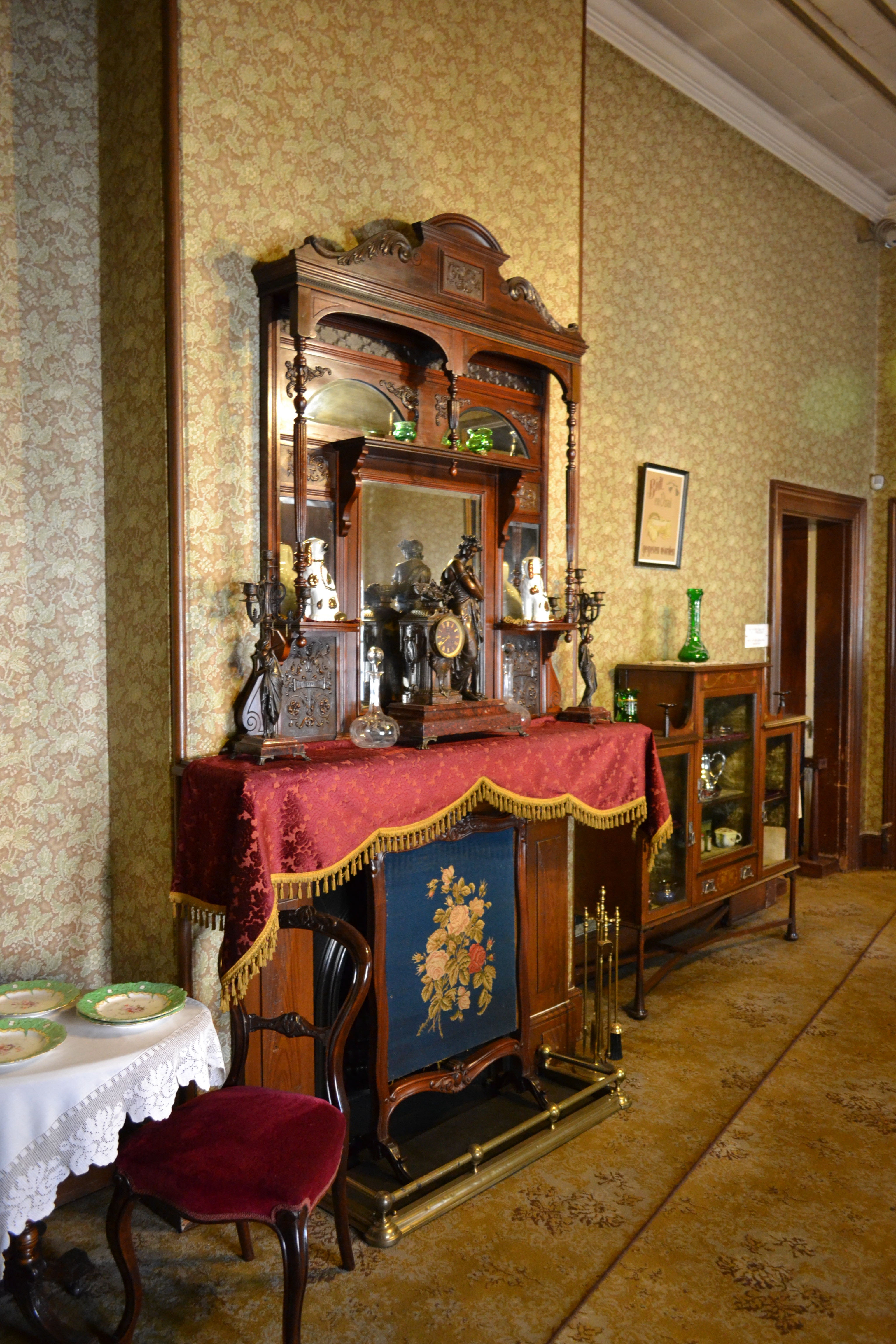
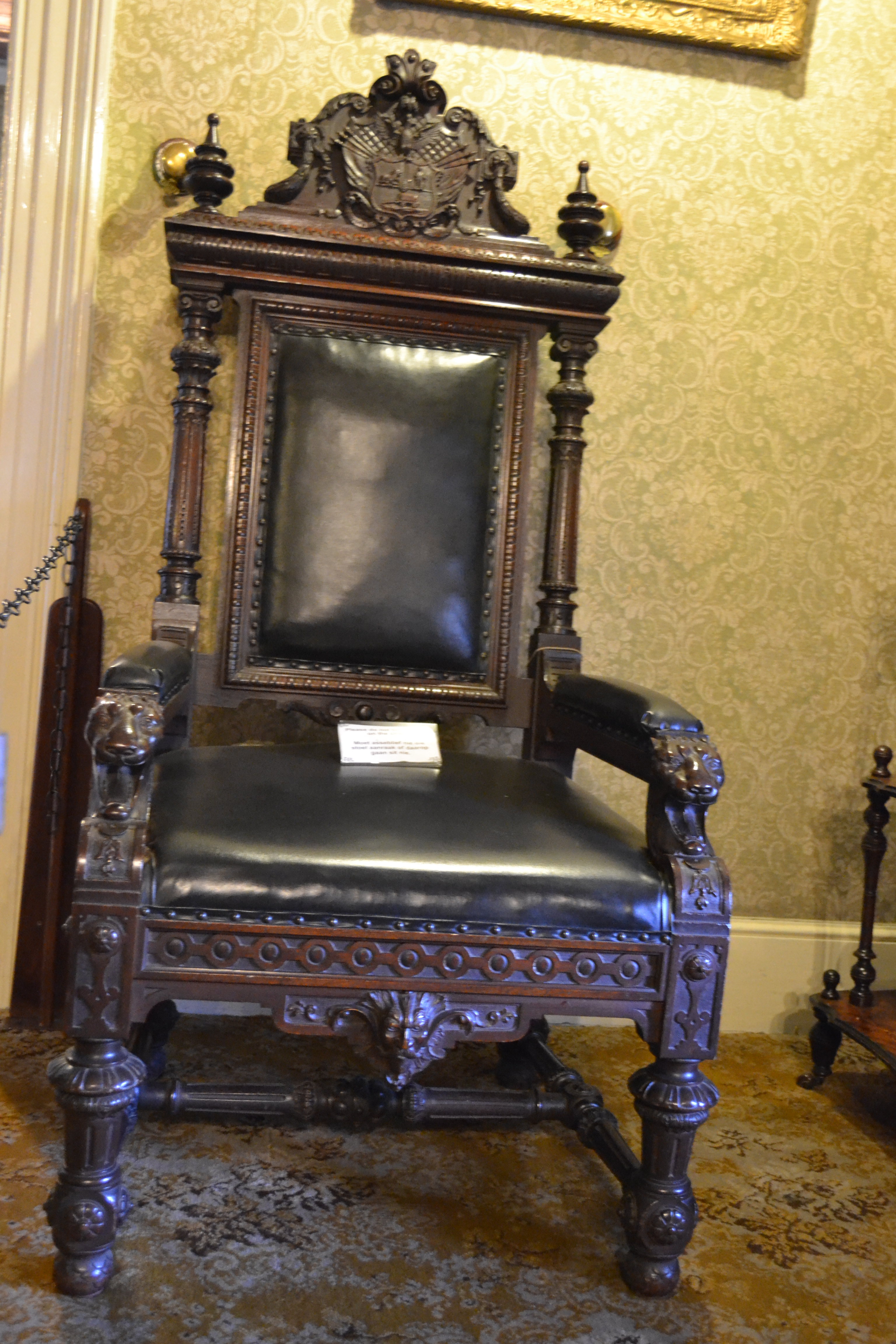
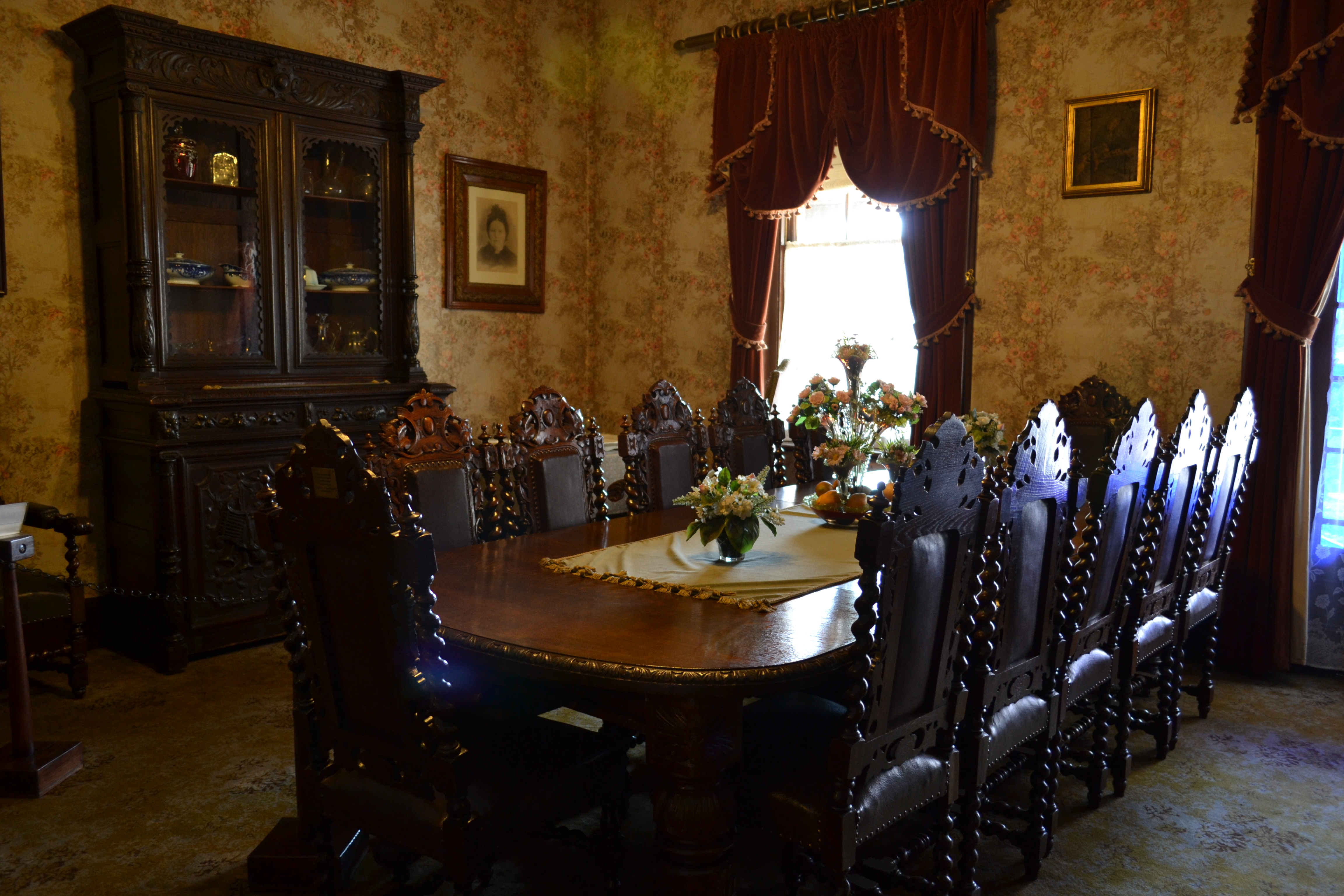
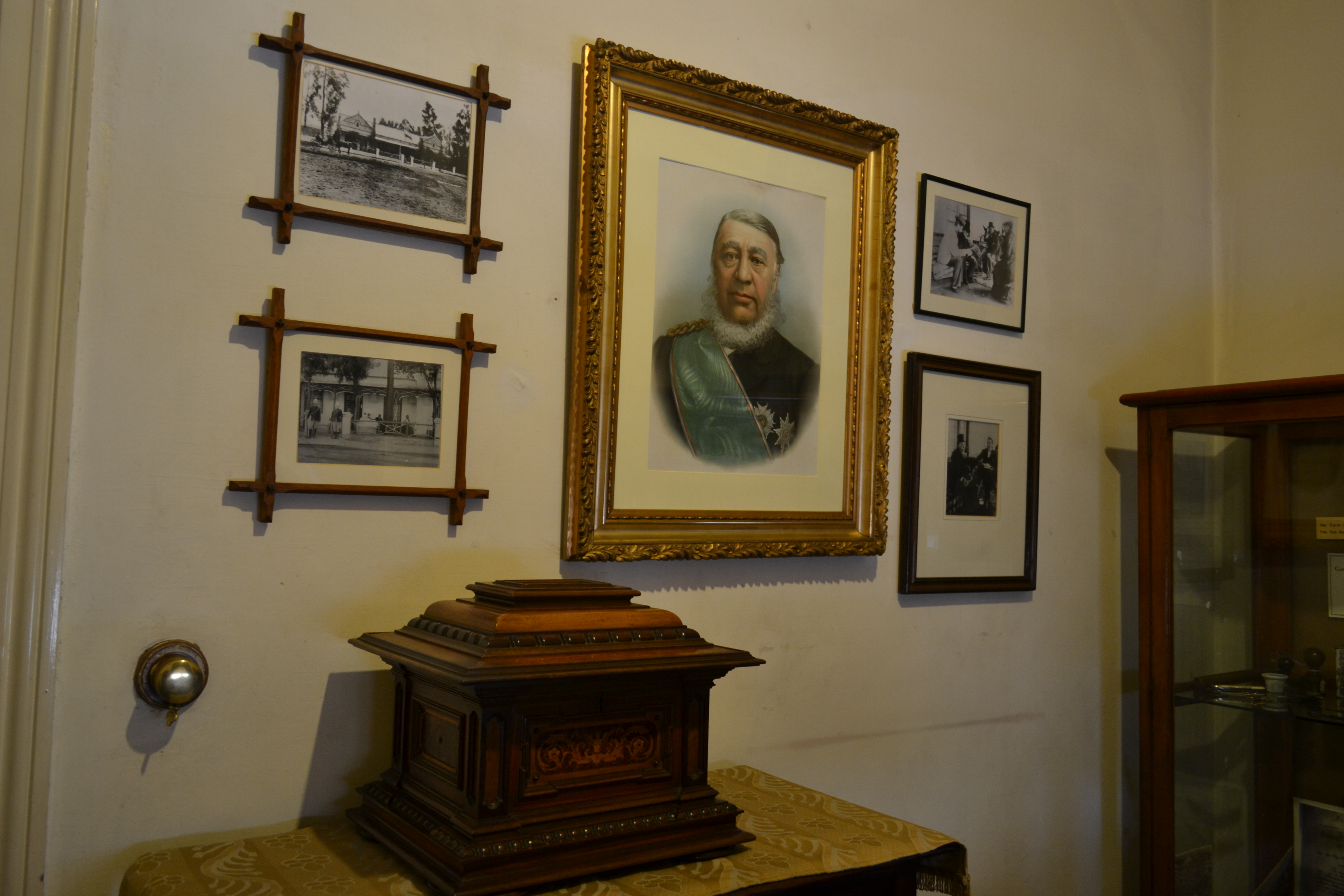
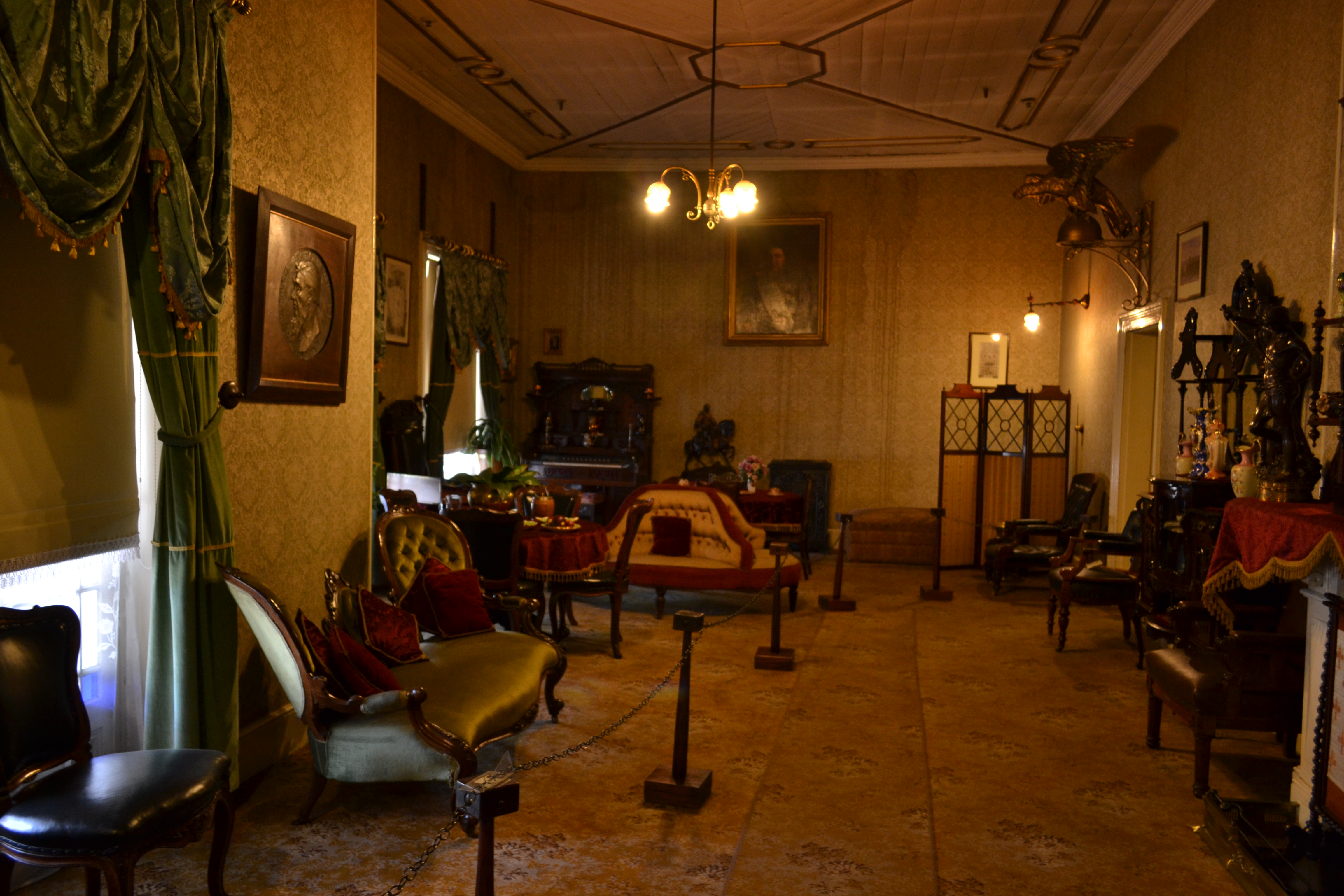
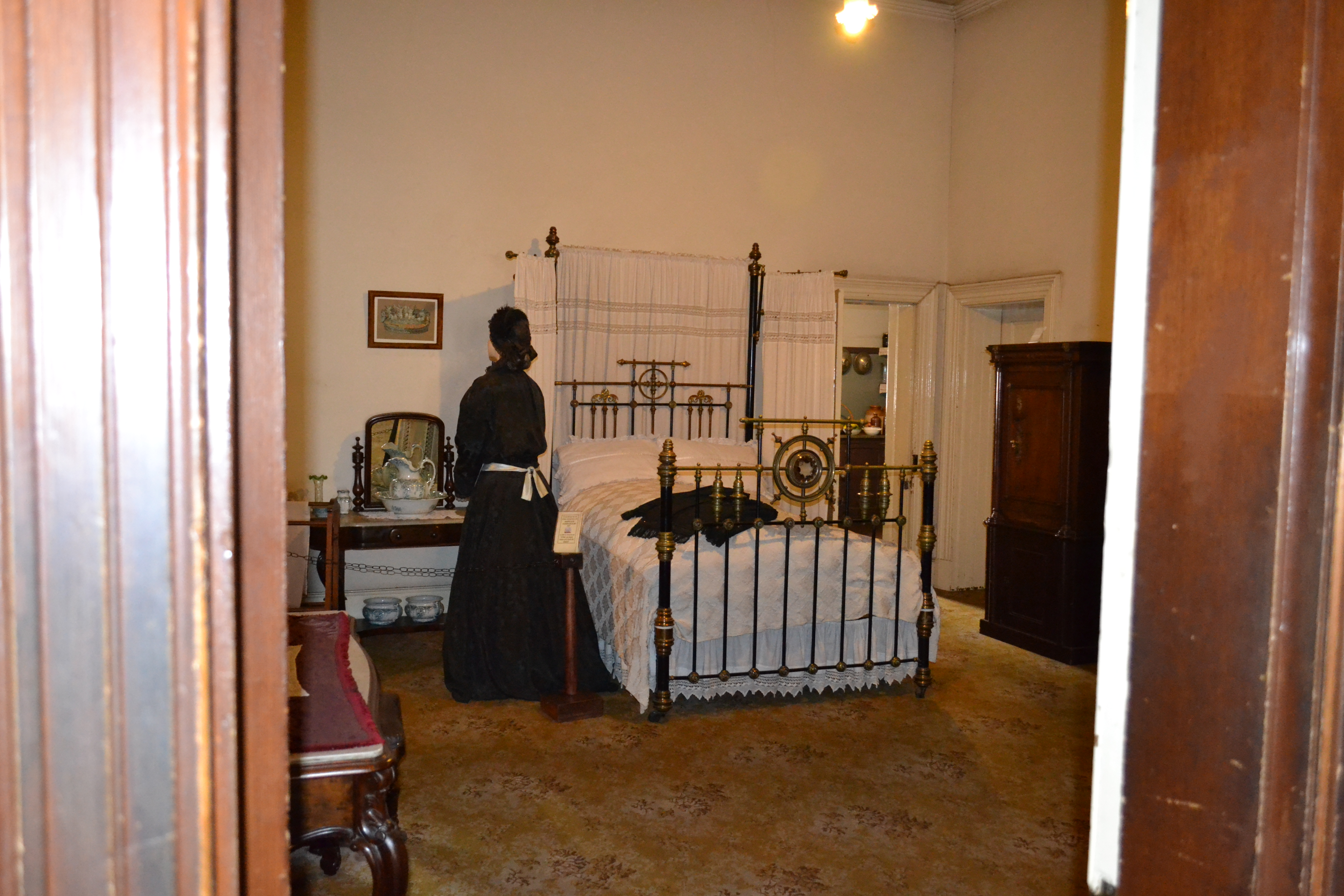
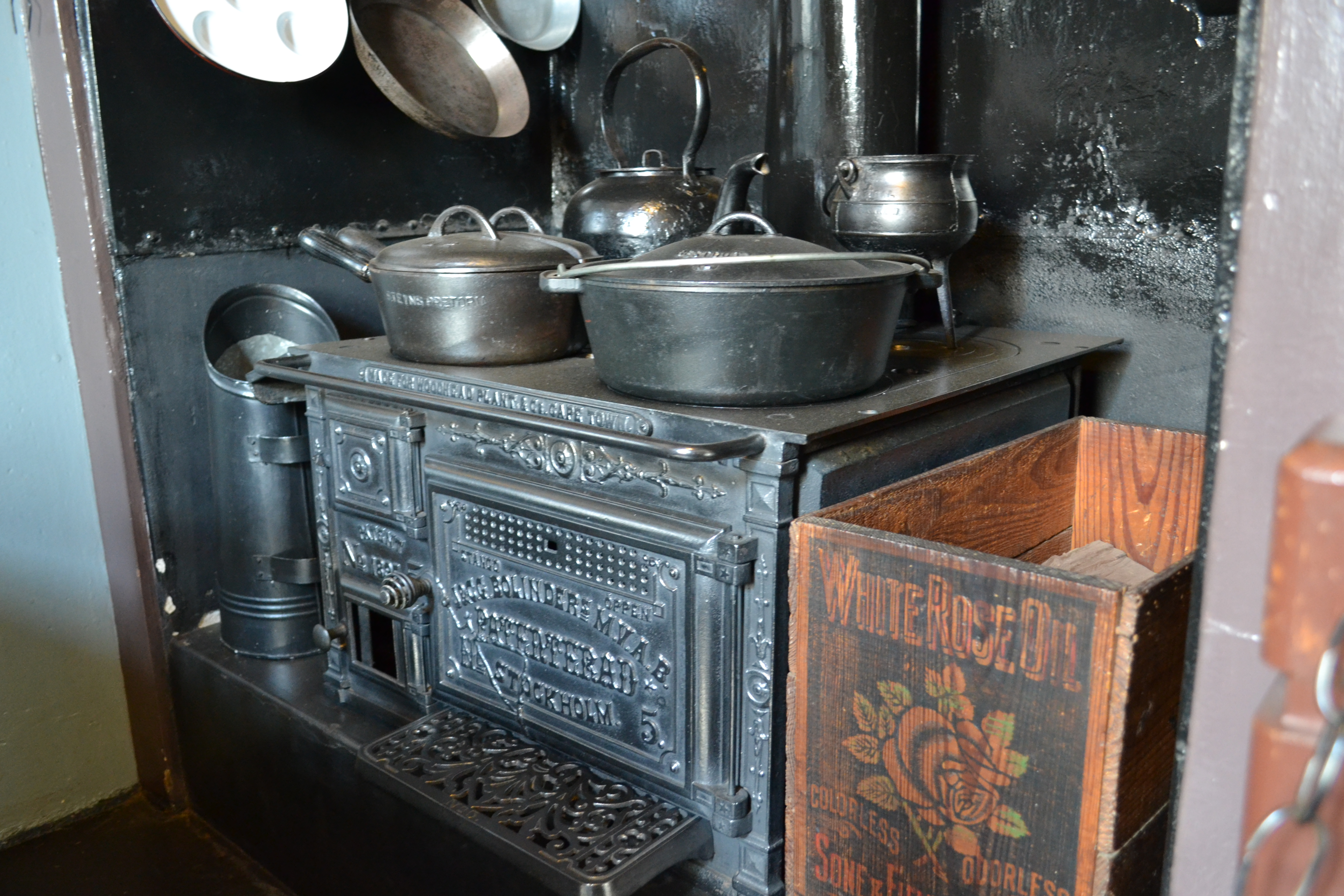
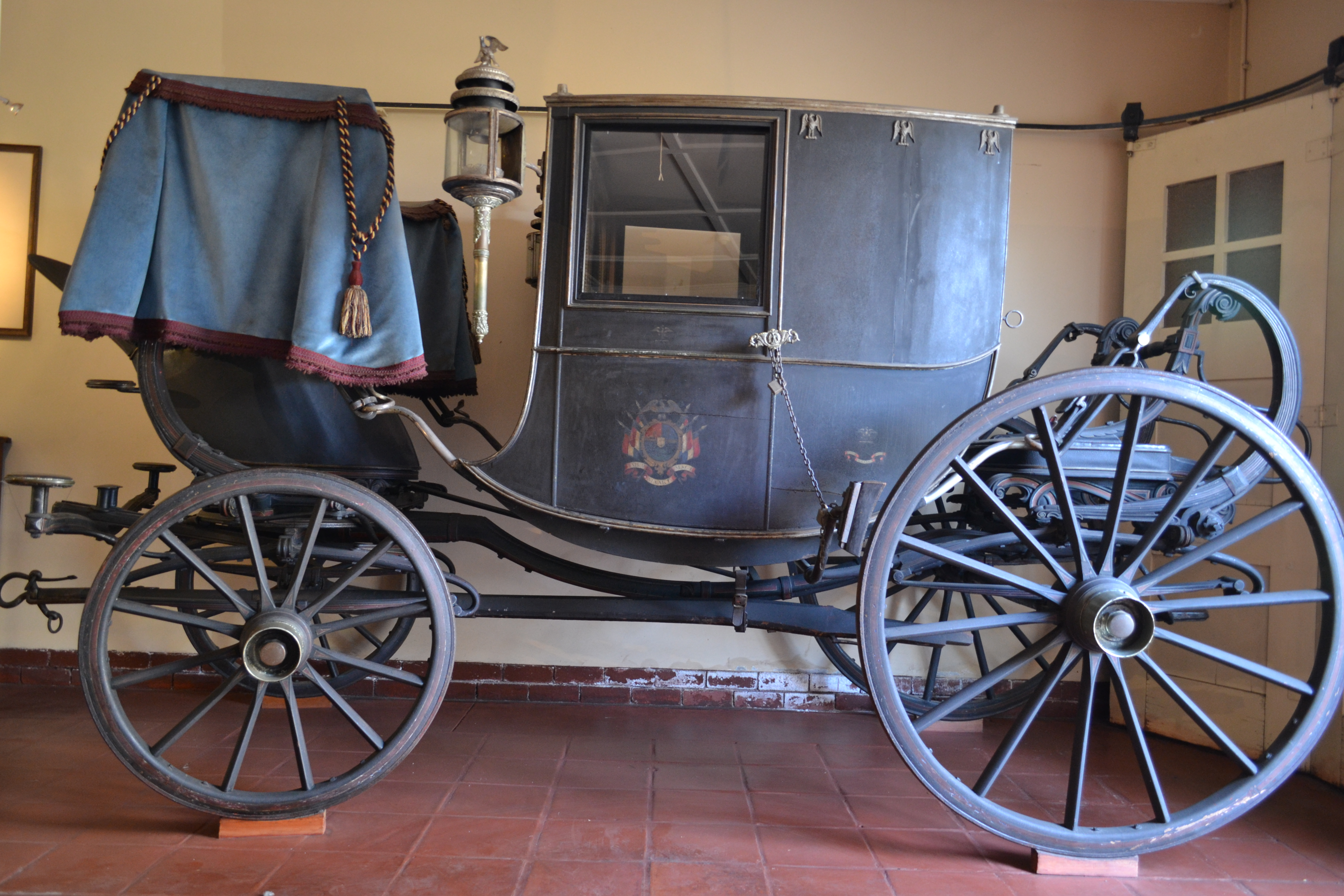
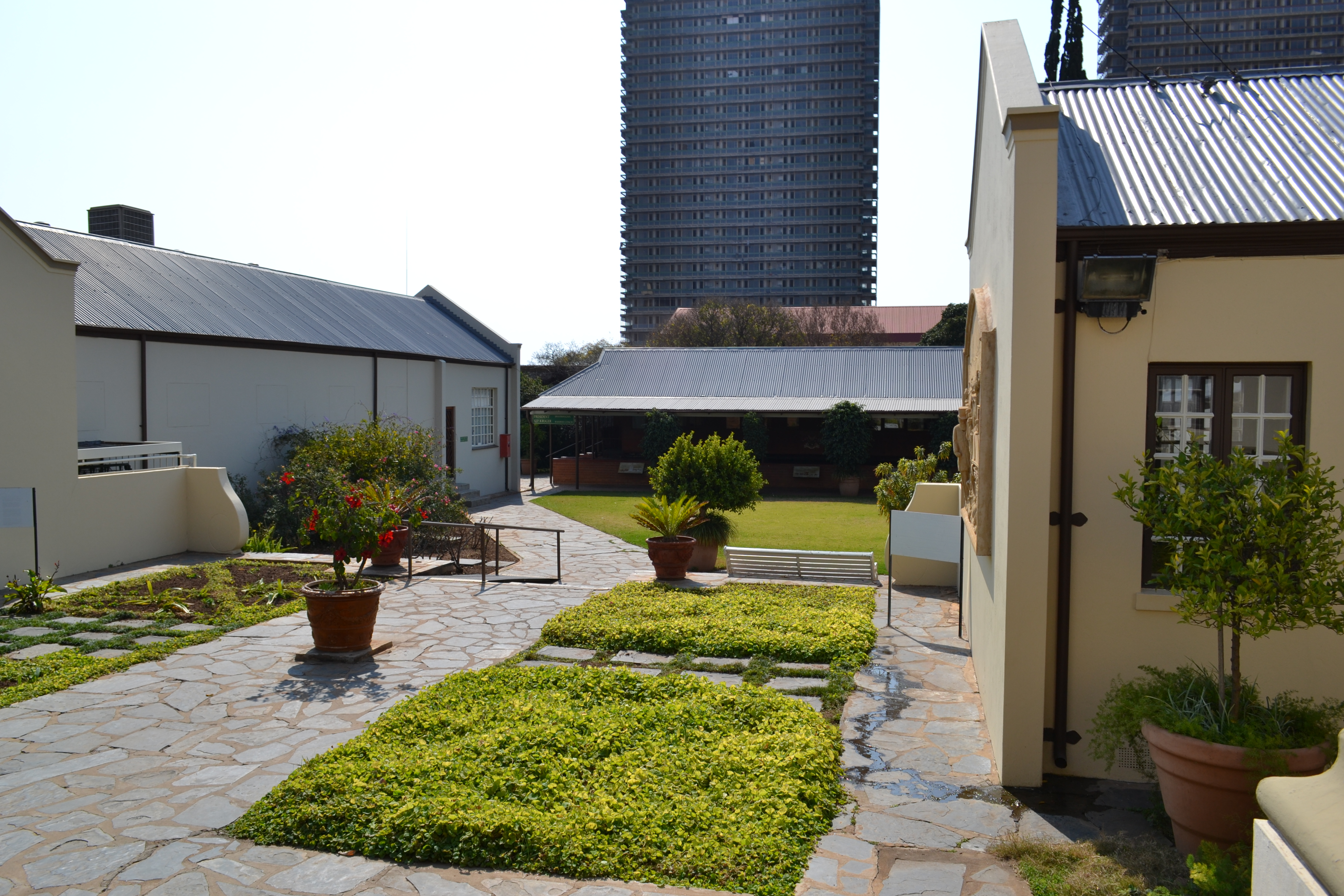